# Церква Собору Пресвятої Богородиці (Устя-Зелене)
Церква Собору Пресвятої Богородиці в Устя-Зеленому — парафія і храм греко-католицької громади Коропецького деканату Бучацької єпархії Української греко-католицької церкви в селі Устя-Зелене Чортківського району Тернопільської области.

## Історія церкви
До 1947 року парафія була греко-католицькою, а потім знову стала такою в 1990 році. Храм збудували на головній вулиці села, неподалік від костелу. Будівництво розпочалося в 1873 році, а освятили його в 1893 році.
При парафії діє братство «Апостольство молитви».
На території села є фігура Матері Божої та хрести парафіяльного значення. Релігійна громада має у власності парафіяльний дім.

## Парохи
- о. Гавриїл Глібовицький (адміністратор, поч. до 1832—1835),
- о. Іван Кадайський (завідатель 1835—1836),
- о. Йосиф Соневицький (1836—†1877),
- о. Андрій Стотанчик (адміністратор 1877—1878, парох 1878—†1904),
- о. Йосиф Проць (адміністратор 1904—1906),
- о. Микола Темницький (1906—†1921),
- о. Юліян Плешкевич (адміністратор [1925]-1927),
- о. Стефан Семчук (адміністратор 1927—1928),
- о. Андрій Гаврищак (1928—†1935),
- о. Михайло Галабурла (1935—1942),
- о. Григорій Миськів (1942—1947),
- о. Дмитро Припхан (1947),
- о. Дмитро Сворак (1957—1978),
- о. Петро Савіцький (1978—1992),
- о. Михайло Мохнатий (1992—2003),
- о. Василь Дзяйло (2003—2008),
- о. Степан Стрілецький (адміністратор парафії з 2008).